# 사회융합당
사회융합당(스페인어: Convergencia Social)은 칠레의 사회민주주의 정당으로, 가브리엘 보리치를 지지하는 세력의 연합이다. 이 정당은 칠레의 자유지상적 사회주의 계열 학생운동의 한 분파해서 출발했으며, 점진적인 복지 정책을 통한 민주사회주의적 사회를 지지하는 정당이라고 주장한다.